# ВЕС Нордзе 1
ВЕС Нордзе 1 (нім. Offshore-Windpark Nordsee One) — німецька офшорна вітроелектростанція, введена в експлуатацію у 2017 році. Місце для розміщення ВЕС обрали в Північному морі за 40 км на північ від острова Юст (Фризький архіпелаг).
У період з грудня 2015 по квітень 2016 року спеціалізоване судно Innovation спорудило фундаменти, які складалися з монопалі та перехідного елементу (до останнього безпосередньо кріпиться башта вітроагрегату). За один рейс із порту Куксгафен Innovation транспортувало по чотири такі комплекти.
Після певної перерви у березні 2017-го за монтаж турбін взялося судно MPI Enterprise, котре отримувало їх в порту Емсгафен.
Ґратчасту опорну основу («джекет») під офшорну трансформаторну підстанцію встановив у травні 2016-го плавучий кран Rambiz. Цю споруду висотою 50 метрів та вагою 1683 тонни закріпили на морському дні за допомогою чотирьох паль вагою по 240 тонн та завдовжки 67 метрів. Через два місяці той же кран змонтував на неї надбудову з обладнанням («топсайд») вагою 2293 тонни. Остання має чотири палуби, на верхній з яких облаштований гелікоптерний майданчик.
Для видачі продукції судно Siem Aimery проклало два розраховані на роботу під напругою 155 кВ кабелі довжиною по 6,7 км. Їх під'єднали до офшорної платформи DolWin beta, яка перетворює змінний струм у прямий для подальшої подачі на берег за допомогою технології HVDC (лінії постійного струму високої напруги).
Для ВЕС обрали вітрові турбіни Senvion 6.2M126 з одиничною потужністю 6,15 МВт та діаметром ротора 126 метрів. 54 вітроагрегати змонтовані на баштах висотою 100 метрів на площі 41 км2 в районі з глибинами моря від 26 до 29 метрів.
Проєкт вартістю 1,2 млрд євро спільно реалізували канадська компанія Northland Power (85 %) та енергетичний концерн RWE (15 %). Очікується, що станція вироблятиме близько 1,3 млрд кВт·год електроенергії на рік.